# Sumpsnerre
Sumpsnerre (Galium uliginosum), ofte skrevet sump-snerre, er en flerårig, 15-50 centimeter høj plante i krap-familien. Den ligner kærsnerre, men bladene er smalt lancetformede, brodspidsede og sidder i 6-tallige kranse. Kronen er 1,5-2 millimeter og frugten er vortet.
I Danmark findes sumpsnerre hist og her på fugtige lokaliteter som enge. Den blomstrer i juni til august.